# Bidens longistyla
Bidens longistyla là một loài thực vật có hoa trong họ Cúc. Loài này được C.R.Hart mô tả khoa học đầu tiên năm 1978.